# Heinrich Johann Hersche
Heinrich Johann Hersche (* 30. September 1889 in Zürich; † 9. Februar 1971 in Hergiswil) war ein Schweizer Offizier, Reitsportler und Angehöriger der Waffen-SS.

## Leben
Geboren 1889 als Sohn von Appenzeller Wirtsleuten in Zürich, wuchs Hersche in den Appenzeller Gasthöfen der Eltern auf. Er absolvierte die Realschule in Appenzell, eine Handelsmatura und eine kaufmännische Lehre bei einer Bank. 1916 heiratete er Bertha Reimann, die einer wohlhabenden Basler Familie angehörte.
1909 wurde er in der Schweizer Armee zum Leutnant der Traintruppe und 1916 zum Instruktor (Berufsoffizier) ernannt. Bis 1927 stieg er in den Grad des Majors auf und diente als Chef-Reitlehrer im Eidgenössischen Kavallerie- und Remonten-Depot. Als Spring- und Dressurreiter war er auf Siegfried international erfolgreich.
Während der Weltwirtschaftskrise ab 1929 geriet er in finanzielle Schwierigkeiten und musste eine Lohnpfändung zur Befriedigung seiner Schuldner hinnehmen. 1936 musste er daher den Dienst bei der Schweizer Armee quittieren. Zudem überwachte ihn die Polizei wegen nazifreundlicher Aktivitäten. Deutsche Diplomaten boten ihm eine leitende Stelle im Rüstungskonzern Getewent in Gablonz an. Im Dezember 1941 emigrierte Hersche nach Deutschland.
Unzufrieden mit der Anstellung, war Hersche kurz als ziviler Reitlehrer in der Hauptreitschule München tätig, bevor er zum 1. Januar 1942 als Sturmbannführer der Waffen-SS beitrat, entsprechend seinem Schweizer Majorsgrad. Im Krieg diente Hersche als Ausbildner für ausländische SS-Freiwillige im Elsass und an anderen Stellen, aber nie als Frontkommandant. Zum 20. Juni 1944 wurde er zum SS-Obersturmbannführer befördert. Im Mai 1945 geriet er in amerikanische Kriegsgefangenschaft und wurde im September 1947 an die Schweiz ausgeliefert.
Das Schweizer Divisionsgericht 7A verurteilte Hersche zwei Monate später wegen seines fremden Militärdiensts zu acht Monaten Zuchthaus. Es hielt ihm strafmildernd seinen guten Leumund und seine gute militärische Qualifizierung zugute sowie den Umstand, dass er vergeblich der Schweizer Armee seine Dienste angeboten hatte und als SS-Angehöriger nicht gegen die Schweiz hatte eingesetzt werden wollen. Hersche wurde wegen guter Führung im Juni 1948 vorzeitig aus dem Zuchthaus entlassen. Gesellschaftlich ausgegrenzt und an einer Lungenkrankheit leidend, konnte er im Leben nicht wieder Fuss fassen und starb 1971 in ärmlichen Verhältnissen in Hergiswil.